# Єщенко Володимир Омелянович
Володи́мир Омеля́нович (Омельянович) Є́щенко (* 1946) — український вчений-агроном, професор (1988), доктор сільськогосподарських наук (1991), заслужений працівник освіти України (2010).

## Життєпис
Народився 1941 року у селі Родниківка (Уманський район, Черкаська область). В 1964 році закінчив Уманський сільськогосподарський інститут — з присвоєнням кваліфікації вченого агронома-рільника. Працював агрономом у Казахстані; відтоді — в Уманському сільськогосподарському університеті.
Протягом 1967—1976 років працював на кафедрі загального землеробства Уманського СГІ науковим співробітником, з 1976 по 1981 рік — асистентом, в 1981-1989-х — доцентом, до 1989-го — професором і з 1990-го — завідувачем, надалі професором. На базі досліджень із сівозмінами 1974 року захистив кандидатську дисертацію, 1988-го — докторську.
Напрямом наукових досліджень є польові сівозміни та основний обробіток ґрунту.
Є автором і співавтором біля 250 наукових друкованих праць та понад 20 методичних розробок для внутрівузівського користування. Співавтор 6 підручників, 10 навчальних посібників (в 6 — редактор) і 4 довідників та монографій (в 2 — редактор); співавтор більше десяти рекомендацій виробництву; типових навчальних програм з дисциплін:
- «Загальне землеробство» (2001)
- «Гербологія» (2002, 2006),
- «Основи наукових досліджень в агрономії» (1994, 2005)
- «Біологія та екологія бур'янів» (2007)
- «Теоретичні основи гербології» (2007)
- «Системи контролювання забур'яненості» (2007)
- «Моніторинг та прогноз забур'яненості сільськогосподарських угідь» (2007).

Серед робіт:
- «Технологія виробництва продукції сільського господарства», 1993 (співавтор)
- «Мінімалізація механічного обробітку ґрунту при вирощуванні кукурудзи», 2007 (співавтор)
- «Сівозміни лісостепової зони. Умань», 2007 (співавтор)
- «Системи технологій в рослинництві», 2008 (співавтор)
- «Основи наукових досліджень в агрономії і захисті рослин: навчально-довідковий посібник», 2012, співавтори Вернигора Ірина Федорівна, Гриб Степан Федорович, Положенець Віктор Михайлович, Немерицька Людмила Вікторівна.
- «Методичні вказівки до виконання курсового проекту з дисципліни Землеробство: „Проектування та освоєння сівозміни і розробка для неї системи обробітку ґрунту“ для студентів ОКР „Бакалавр“ за спеціальністю „Агрономія“», 2015, співавтори Калієвський Максим Валерійович, Карнаух Олександр Борисович, Копитко Петро Григорович, Костогриз Петро Васильович, Новак Андрій Васильович, Усик Сергій Васильович.

Тривалий час був членом Всесоюзної Координаційної Ради і Координаційно-методичної Ради УААН по сівозмінах, членом учбово-методичного об'єднання вузів сільськогосподарського профілю, головою спеціалізованої ради по захисту кандидатських дисертацій із спеціальності «загальне землеробство»; працював у Державних акредаційних комісіях Мінагрополітики та експертній раді ВАК.
Дійсний член Міжнародної академії аграрної освіти.
Заслужений професор Уманського ДАУ, Відмінник аграрної освіти та науки, Відмінник освіти України, відмічений двома Почесними Грамотами Міністерства аграрної політики і трудовою відзнакою «Знак Пошани»; 2010 року присвоєно почесне звання «Заслужений працівник освіти України».